# Lopužnje
Lopužnje település Szerbiában, a Raskai körzet Novi Pazar községében.

## Népességváltozás
- 1948-ban 165 lakosa volt.
- 1953-ban 191 lakosa volt.
- 1961-ben 238 lakosa volt.
- 1971-ben 245 lakosa volt.
- 1981-ben 197 lakosa volt.
- 1991-ben 106 lakosa volt.
- 2002-ben 70 lakosa volt, akik mindannyian szerbek.